# São Caetano do Sul
São Caetano do Sul är en stad och kommun i Brasilien och ligger i delstaten São Paulo. Kommunen ingår i São Paulos storstadsområde och hade år 2014 cirka 157 000 invånare. São Caetano do Sul fick kommunrättigheter 1948.